# JavaFX
JavaFX是由甲骨文公司推出的一系列的产品和技术，该产品于2007年5月在JavaOne大会上首次对外公布。JavaFX技术主要应用于创建丰富互联网应用程序(RIAs)。当前的JavaFX包括JavaFX脚本和JavaFX Mobile（一种运营于行動裝置的操作系统），今后JavaFX将包括更多的产品。
JavaFX脚本的前身是一个由Chris Oliver开发的一个叫做F3的项目。
JavaFX期望能够在桌面应用的开发领域与Adobe公司的AIR、OpenLaszlo以及微软公司的Silverlight相竞争，它也可应用于Blu-Ray的交互平台BD-J，但目前尚未宣布对Blu-Ray的支援计划。